# Зеркало, зеркало (Звёздный путь: Оригинальный сериал)
«Зеркало, зеркало» («Свет мой, зеркальце», англ. «Mirror, mirror») — четвёртый эпизод второго сезона американского научно-фантастического телесериала «Звёздный путь», впервые показанный на телеканале NBC 6 октября 1967 года и повторённый 12 апреля следующего года.

## Сюжет
В 2267 году звездолёт Федерации «Энтерпрайз» под командованием Джеймса Тиберия Кирка попадает в ионный шторм и его транспортатор повреждается, однако неисправность не удаётся заметить вовремя и несколько членов офицерского состава телепортируются в альтернативную вселенную. Вместо Федерации Кирк, МакКой, Скотти и Ухура обнаруживают в альтернативной вселенной Галактическую империю, держащую всех своих граждан в страхе. Четыре человека пытаются ничем себя не выдать до того момента, пока не найдут способ вернуться в свою вселенную.
В это время отрицательные Кирк, МакКой, Скотт и Ухура попадают из имперского звездолёта в «Энтерпрайз» Федерации. Их поведение настолько контрастирует с их обычным состоянием, что Спок начинает подозревать что-то неладное. Четыре человека заключаются под стражу, пока ремонтируется транспортатор.
В альтернативной вселенной Павел Чехов организует неудачное покушение на капитана Кирка, в результате чего подвергается жестокому наказанию. Имперский «Энтерпрайз» должен уничтожить расу халканцев, которые отказались отдать дилитиевые кристалы, но Кирк запрещает атаковать планету. Альтернативный Спок начинает подозревать капитана и вскоре получает секретное сообщение от Имперского флота убить Кирка и принять командование звездолётом.
Неожиданно Спок из параллельной вселенной принимает точку зрения капитана, который рассказывает ему о перемещении. Скотти удаётся починить транспортатор, а Кирку, похоже, удаётся убедить вулканца в преимуществах федеративной системы. Четыре члена экипажа удачно транспортируются в свою вселенную, заменяя тем самым четырёх двойников-безумцев.

## Отзывы и оценки
Критик Билли Докс шуточно заметил, что этот эпизод примерно в тысячу раз лучше «Альтернативного фактора», другого эпизода сериала, где используется концепция альтернативных вселенных.
Зак Хэндлен из The A.V. Club поставил этому эпизоду оценку «A» — высшую оценку и отметил, что этот эпизод был одним из первых в кино, где используется идея параллельных вселенных.
В 2016 году The Hollywood Reporter поставил эпизод на 8-е место среди ста лучших телевизионных эпизодов всех телевизионных франшиз «Звёздный путь», включая живые выступления и мультсериалы, но не считая фильмы.
Злодей Спок занимает пятое место в Топ-10 злодеев «Звёздного пути», составленном журналом Rolling Stone. Отмечается, что он не попал бы в этот список, если бы не его борода эспаньолка, делающая героя похожим на «злого гения».